# Emil Bove
Emil Joseph Bove III ( /bo:'vei/; nacido en 1981 o 1982) es un abogado estadounidense que se desempeñó como fiscal general adjunto de los Estados Unidos interino desde el 20 de enero de 2025 hasta el 6 de marzo de 2025. Es un exfiscal adjunto de los Estados Unidos y fue miembro del equipo de defensa legal de Donald Trump.

## Primeros años de vida y educación
Bove es de Seneca Falls, Nueva York. Su padre, Emil Bove Jr., es un fiscal general adjunto retirado de Nueva York.
Se graduó de la Academia Mynderse como el salutatorian de su clase. Asistió a la Universidad de Albany, donde fue capitán del equipo de lacrosse masculino Albany Great Danes. Fue nombrado Atleta Académico Masculino de la America East Conference para el período 2002-2003. Se graduó en 2003 con una licenciatura en políticas públicas y economía summa cum laude. Obtuvo su Doctorado en Derecho en la Escuela de Derecho de la Universidad de Georgetown en 2008.

## Carrera jurídica
Después de graduarse de la escuela de derecho, trabajó como asistente judicial para Richard J. Sullivan, entonces de la Corte de Distrito de los Estados Unidos para el Distrito Sur de Nueva York en 2008 y 2009 y para Richard C. Wesley del Segundo Circuito de Cortes de Apelaciones de Estados Unidos en 2010.
Trabajó como asociado en Sullivan & Cromwell antes de convertirse en fiscal federal adjunto en el Distrito Sur de Nueva York, donde se desempeñó como codirector de la unidad de seguridad nacional y narcóticos internacionales. Mientras estuvo allí, dirigió los procesamientos de la unidad contra Nicolás Maduro, César Sayoc, Tony Hernández, y Fabio Lobo (hijo de Porfirio Lobo). Dejó el cargo en 2022 para trabajar en el sector privado. Se convirtió en socio de Blanche Law, el bufete de abogados fundado por Todd Blanche. Donald Trump agregó a Bove a su equipo de defensa en septiembre de 2023. Bove y Blanche representaron a Trump en su caso de obstrucción electoral, caso de documentos clasificados, y caso de falsificación de registros comerciales.
Después de ganar las elecciones presidenciales de Estados Unidos de 2024, Trump anunció que nominaría a Bove para servir como fiscal general adjunto asociado principal.

### Fiscal general adjunto interino
Como fiscal general adjunto interino, gestionó las operaciones diarias de la fuerza laboral del Departamento de Justicia, compuesta por más de 110 000 empleados, mientras esperaba la confirmación por parte del Senado de Todd Blanche como fiscal general adjunto.
En su segundo día en el cargo, el 21 de enero de 2025, ordenó a los fiscales federales que investigaran a los funcionarios locales que se negaron a cooperar con las autoridades federales de inmigración.
El 31 de enero de 2025, como parte de la purga en curso de funcionarios públicos en la segunda administración de Trump, ordenó al FBI despedir a ocho altos ejecutivos y compilar una lista de otros empleados involucrados en investigaciones derivadas del asalto al Capitolio de los Estados Unidos de 2021. La reacción dentro del FBI a la orden fue intensamente negativa.
El 5 de febrero de 2025, distribuyó un memorando al personal del FBI acusando a los líderes de la agencia de «insubordinación» por negarse a identificar a los agentes con sede en Washington D. C., que habían supervisado la investigación del asalto al Capitolio. Cuando los líderes se negaron a identificar lo que Bove llamó el «equipo central», amplió su directiva para incluir a todos los agentes y empleados que habían participado en asuntos relacionados con el 6 de enero. Este mandato más amplio provocó una oposición significativa dentro del FBI, lo que resultó en discusiones por incumplimiento y desafíos legales tanto de agentes individuales como de la Asociación de Agentes del FBI. Su iniciativa para identificar a los presuntos malhechores se llama Grupo de Trabajo sobre Armamentización. En respuesta, los empleados del FBI presentaron dos demandas el 4 de febrero buscando bloquear la recopilación y posible difusión de los nombres de los investigadores.

#### Renuncias
El 10 de febrero de 2025, ordenó a los fiscales federales de la ciudad de Nueva York que desestimaran sin perjuicio los cargos penales contra el alcalde de la ciudad, Eric Adams, argumentando que «la fiscalía había restringido indebidamente la capacidad del alcalde Adams para dedicar toda su atención y recursos a la inmigración ilegal y los delitos violentos» e «interferido indebidamente en su campaña para las elecciones a la alcaldía de [noviembre] de 2025», teniendo en cuenta que los cargos se presentaron después de que «Adams criticara las políticas de inmigración de la administración anterior». Afirmó que la desestimación fue «autorizada por el fiscal general», «sin evaluar la solidez de la evidencia ni las teorías legales en las que se basa el caso», y que el caso de Adams sería revaluado después de las elecciones a la alcaldía.
El 13 de febrero, la fiscal interina en Manhattan, Danielle Sassoon, y otros cinco fiscales del Departamento de Justicia optaron por dimitir en lugar de retirar el caso contra Adams, ya que no estaban de acuerdo con las supuestas bases para retirar los cargos. Sassoon escribió en su carta de renuncia que los abogados de Adams habían pedido a los fiscales un quid pro quo por la ayuda de Adams para hacer cumplir las políticas de inmigración de Trump a cambio de la desestimación de los cargos; Adams negó que hubiera un acuerdo. El 13 de febrero, Bove acusó a Sassoon de «insubordinación y aparente mala conducta». Bove también calificó la desestimación prevista del caso de Adams como «la política de un presidente debidamente elegido». Luego, Bove reunió a las aproximadamente dos docenas restantes de fiscales de la división de integridad pública y les dijo que aquellos que no aceptaran firmar la moción podrían ser despedidos, mientras que aquellos que sí firmaran podrían ser promovidos. Bove y otros dos fiscales firmaron y presentaron la moción el 14 de febrero. Bove le escribió a Sassoon que ella y otros fiscales serían investigados bajo la Orden Ejecutiva 14147, titulada Ending the Weaponization of the Federal Government («Poner fin al uso como arma del gobierno federal»), firmada por Trump el primer día de su segundo mandato, y el memorando de Bondi de febrero titulado Restoring the Integrity and Credibility of the Department of Justice («Restaurar la integridad y credibilidad del Departamento de Justicia»).

## Vida personal
En 2012, se casó con Sarah Kwai Lin Samis.